# Druhá výprava Kryštofa Kolumba

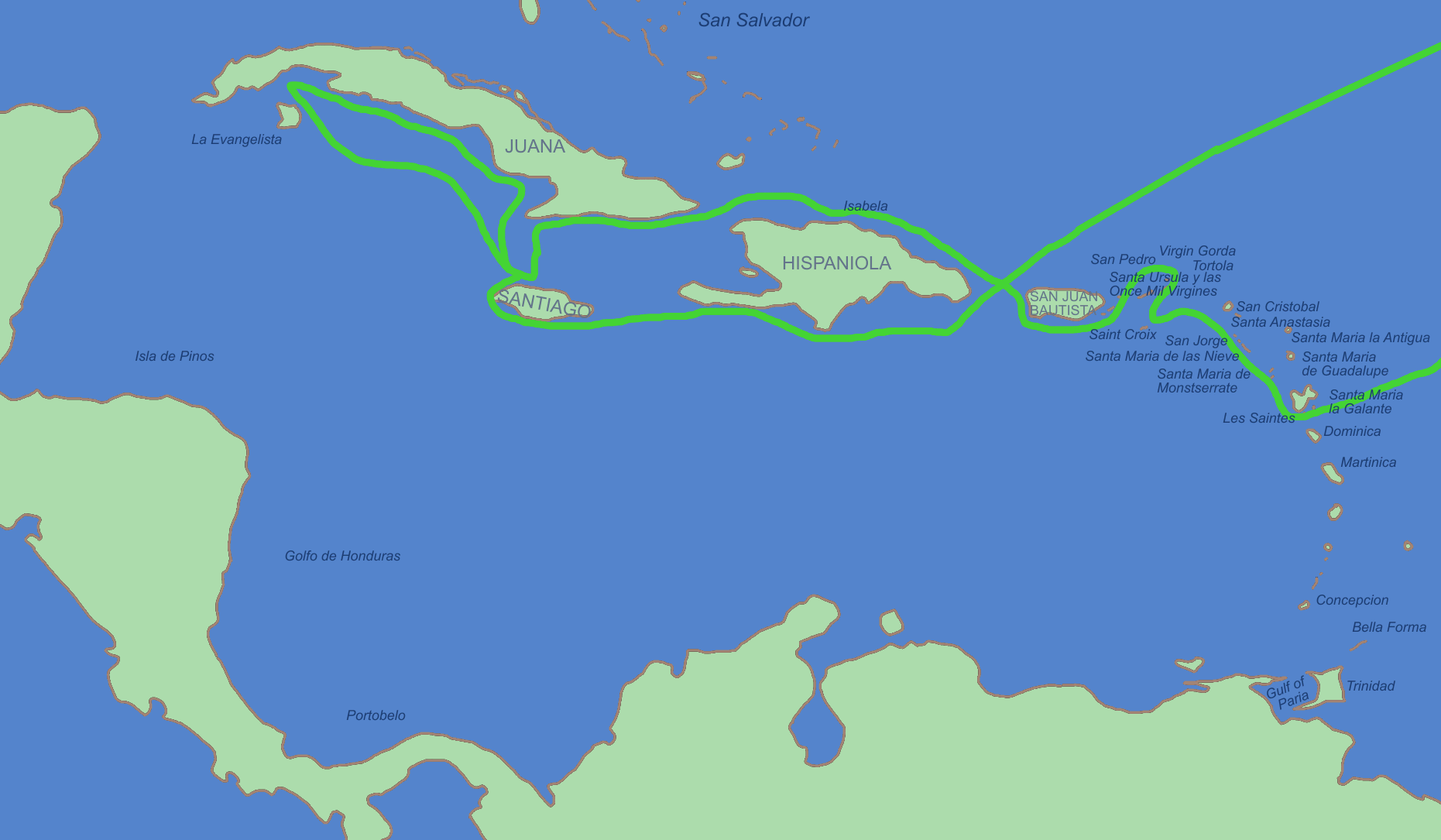
Druhá Kolumbova výprava

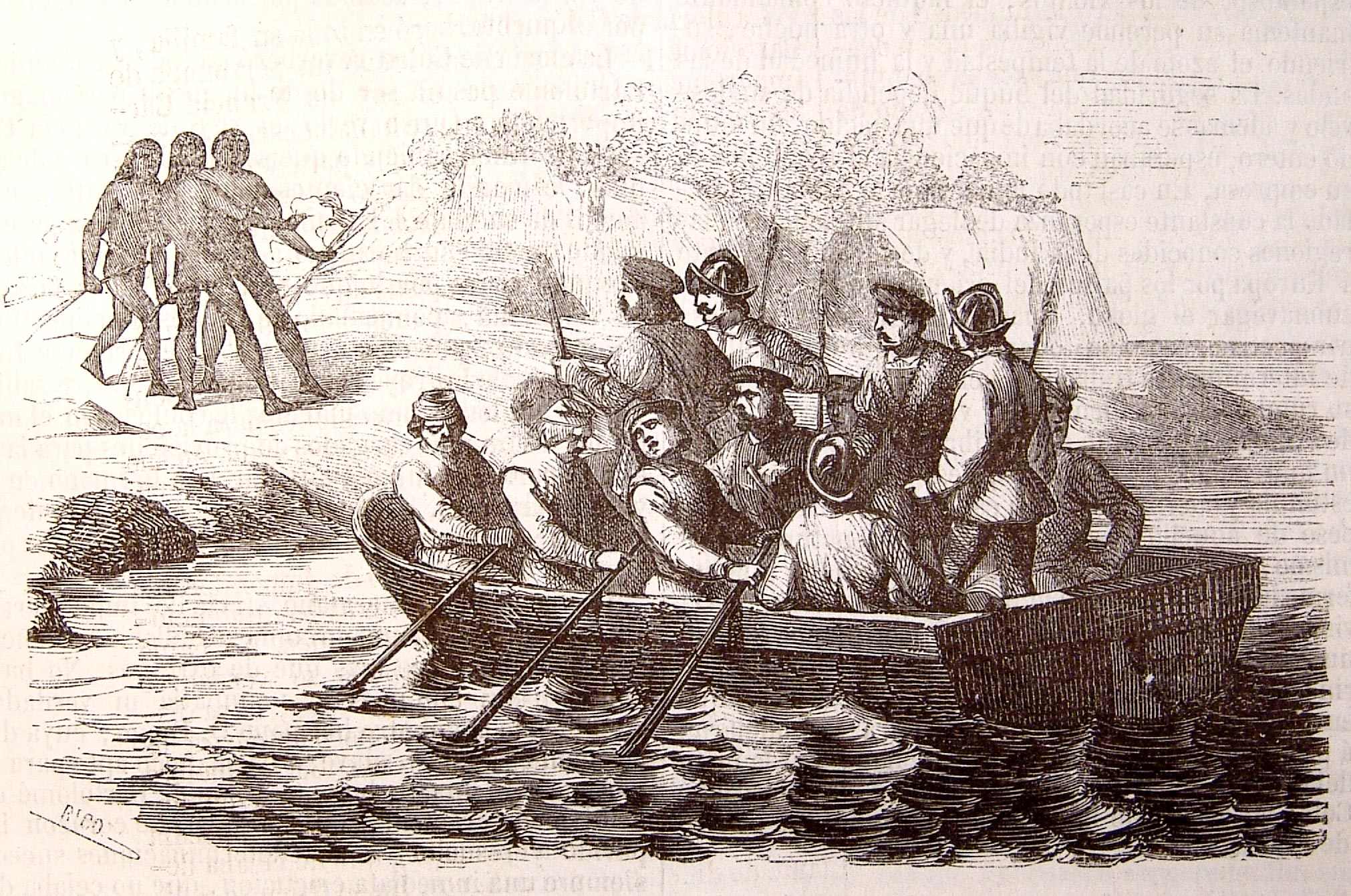
Člun, vyslaný v srpnu 1494 na Hispaniolu pro vodu (rytina z fondu univerzitní knihovny, Sevilla)

Druhá výprava Kryštofa Kolumba se uskutečnila v letech 1493 až 1496.
Krátce před touto výpravou, v květnu 1493, vydal papež Alexandr VI. bulu Inter caetera o rozdělení oceánských prostorů mezi Portugalskem a Španělskem. Kromě územních zisků, založení nových osad a objevení nalezišť zlata mělo být jedním z cílů výpravy také obracet domorodé obyvatele ke křesťanství. Než Kryštof Kolumbus opustil Španělsko, nařídili mu Ferdinand s Isabelou, aby s domorodci navazoval přátelské vztahy.
Flotila byla tentokrát větší: dvě lodě typu karaka (vlajková loď Marigalante a Gallega) a 15 karavel: Fraila, San Juan, Colina, Gallarda, Gutierre, Bonial, Rodriga, Triana, Vieja, Prieta, Gorda, Cardera, Quintera a také pravděpodobně dvě lodě z první výpravy, Niña (nově pojmenovaná jako Santa Clara) a Pinta. Posádku tvořilo asi 1200 mužů, mezi nimiž byli také Alonso de Hojeda nebo Juan Ponce de León a Kolumbův bratr Diego.

## Malé Antily
Z Cádizu ve Španělsku vyplula výprava 25. září 1493. Za sedm dní dorazila na Kanárské ostrovy; stejně jako při první cestě přistála na La Gomeře a odplula 13. října 1493. Zvolený kurz byl o něco jižněji než při první výpravě. Po 21 dnech dorazila 3. listopadu 1493 flotila k Dominice (tak byl ostrov nazván, protože to bylo v neděli: dies Dominica – den Páně). Kvůli členitému pobřeží Kolumbus nenašel vhodný přístav a pokračoval k dalším ostrovům Malých Antil, k Marie-Galante a Guadeloupe.
Guadeloupe prozkoumal mezi 4. listopadem a 10. listopadem 1493 a poprvé se tu od skupiny taínských žen dozvěděl o kanibalismu Karibů. Dále výprava doplula na ostrovy Montserrat, Redonda, Antigua a Svatý Kříž. Poté se vydala přes dnešní Panenské ostrovy a pokračovala na Velké Antily. Poprvé spatřila východní pobřeží ostrova Portoriko odpoledne 17. listopadu 1493; obeplula ho z jižní strany a 19. listopadu 1493 přistála na jeho severozápadním pobřeží. Kolumbus pojmenoval ostrov Svatý Jan Křtitel (San Juan Bautista) a kotvil na něm dva dny, 20. a 21. listopadu 1493.
22. listopadu pak pokračoval Kolumbus na Hispaniolu a v noci 27. listopadu se pokusil světlicemi signalizovat svůj příjezd do pevnosti Navidad, ale bez odezvy. 28. listopadu na Hispaniole přistál na stejném místě, kde rok předtím ztroskotala Santa María.

## Velké Antily
Na Hispaniole následujícího dne Španělé objevili spálené zbytky pevnosti Navidad a Kolumbus zjistil, že posádka, kterou tam zanechal, již neexistuje. Od indiánského kasika Guacanariho, známého již z první výpravy, se dozvěděl, že někteří lidé z pevnosti zahynuli kvůli nemoci a některé pobili poddaní sousedního kasika. Poté se Kolumbus rozhodl u řeky v severovýchodní části Hispanioly vybudovat novou osadu, kterou na počest kastilské královny nazval La Isabela. V prvních dnech roku 1494 zorganizoval dvě výpravy, které měly ostrov prozkoumat a pátrat po zlatě, a skutečně od nich dostal zprávy o bohatých nalezištích tohoto kovu. Místní podmínky a také špatná strava ale způsobily, že stovky mužů onemocněly; Kolumbus se proto rozhodl vyslat 12 lodí zpět do Španělska, aby podaly zprávu o dosavadním průběhu plavby a předvedly výsledky obchodní kořisti; z Hispanioly vypluly pod velením Antonia de Torrese 2. února 1494. Lodě odvážely malé množství zlata a několik se jich pak mělo vrátit s léky a čerstvými potravinami.
Kolumbus se rozhodl prozkoumat další ostrovy; 24. dubna z Hispanioly vyplul se třemi karavelami, zatímco vedení nad Isabelou svěřil pětičlennému výboru, v jehož čele stál Kolumbův bratr Diego. 30. dubna 1494 dorazil na Kubu do Puerto Grande, poté do zálivu Guantánamo, 3. května 1494 do Cabo de Cruz a o několik dní později dorazil na Jamajku. Žádné zlato tam ale nenašel a tak se 14. května vrátil zpět na Kubu, o které se domníval, že je spíše poloostrovem Číny než ostrovem. Plavil se podél jejího jižního břehu, poté se vrátil, obeplul Jamajku a dále Hispaniolu podél jižního pobřeží. Až 29. září 1494 dorazil zpět do Isabely, kde onemocněl.
Do Isabely mezitím doplul se třemi karavelami jeho bratr Bartoloměj, s kterým se přes sedm let neviděl, a Kryštof mu udělil titul guvernéra Indie. V době Kolumbovy nemoci se zhoršily vztahy mezi Španěly a Indiány, z kterých si Španělé dělali otroky. Na počátku roku 1495 proběhlo velké povstání Indiánů, které Kolumbus krvavě potlačil a obnovil tak autoritu Španělska na ostrově. Když se de Torres vrátil s loděmi a slíbenými zásobami, Kolumbus ho opět poslal do Evropy s 500 otroky.
V říjnu 1495 dorazil do Isabely Juan Aguardo, dvorní komorník vyslaný španělskou královskou rodinou, jehož úkolem bylo zjistit situaci a zaznamenat i svědectví osadníků o počínání Kolumbových mužů. Kolumbus se poté rozhodl přenechat Isabelu Bartolomějovi a vrátit se do Evropy, ale před odjezdem zasáhl Isabelu prudký hurikán, který zničil všechny karavely kromě Niña, což k návratu se všemi zbývajícími muži nestačilo. Kolumbus tedy nechal postavit další karavelu, která dostala jméno Indie. 10. března 1496 Kolumbus konečně z Hispanioly s 200 muži a 30 otroky odplul; v dubnu si ještě na Guadeloupe vynutil na tamních domorodcích doplnění zásob.
Niña a Indie opustily Guadeloupe 20. dubna. 8. června s nimi přistál Kolumbus v Portugalsku a 11. června 1496 se vrátil přes Cádizský záliv do Španělska. Tentokrát ho nečekalo bouřlivé přivítání – ve Španělsku v době jeho nepřítomnosti opadla počáteční euforie z jeho objevů a začala převládat skupina jeho protivníků. Lidé se navíc začali obávat nemoci pocházející z kolonií, která byla po několika letech nazvána syfilis.